# Buccinum bulimuloideum
Buccinum bulimuloideum är en snäckart som beskrevs av Dall 1907. Buccinum bulimuloideum ingår i släktet Buccinum och familjen valthornssnäckor. Inga underarter finns listade i Catalogue of Life.